# 山口政信
山口 政信（やまぐち まさのぶ、1916年5月5日 - 1976年3月22日）は、大阪府出身の元プロ野球選手（外野手、内野手）。

## 来歴
日新商業時代に甲子園に3度出場し、たちまち全国区の外野手となった。1935年末に日新商業を卒業すると、翌1936年には職業野球が設立された。設立されたばかりの各球団は選手の確保を目指したが、とりわけ大阪タイガースは甲子園に出場した有名選手の勧誘に熱心であり、山口もその中の一人としてタイガースに入団した。
初年度よりライトのレギュラーを獲得したが、当時のタイガースでは、藤村富美男、景浦將、御園生崇男といった投手達が、登板しない日には野手として出場していた。そのため、山口のポジションは先発投手によって左右される流動的なものであった。
しかし、1937年にセンター平桝敏男が軍に召集されると、俊足を生かした広い守備範囲と強肩を武器に空いたセンターに定着し、不動のレギュラーとなった。その結果、俊足と巧打を存分に発揮して、瞬く間にチームの主軸打者となった。同年秋、翌1938年春のリーグ連覇には、主に三番打者として大きく貢献した。
この間、1937年春に盗塁王を獲得し、打点数はリーグ2位となった上、同年春と秋には2期連続で最多四球、1938年秋に外野手最多刺殺と、走攻守に渡ってリーグトップレベルの成績を残した。
一方、調子の波が激しく、好調時にはクリーンナップを任されるが、不調時には下位の打順を打つことも多かった。しかし、好調時にはファインプレーや好走塁、強打などを連発し、見るものを引き付ける華麗なプレーを見せた。特に、カーブ打ちの上手さは群を抜いており、打撃の神様川上哲治が真似たという。その強烈な印象から、メジャーリーグの強打者ジョー・ディマジオになぞらえて和製ディマジオと呼ばれ、景浦と並んでチームを代表するスター選手となった。
しかし、1938年末に応召し、1942年に復帰してからは、それまでの豪快なプレーは見られなくなり、しだいにレギュラーの座を失った。戦争による外傷は特になかったが、体調面、精神面での負担が大きく影響したものと考えられる。
1943年末には2度目の応召があり、1946年の復帰時には既に外野は守れなくなっていたため、ファーストの控えとなった。さらにダイナマイト打線と呼ばれる藤村、別当薫、金田正泰、土井垣武、本堂保次らを中心としたかつてない強力打線が結成されたことで、山口の存在は軽視されるようになった。そのため、少人数でのチーム編成を望む若林忠志監督の意向により、1947年を最後に引退した。
引退後は、実業団である土屋建設の監督兼選手としてプレーしていたが、1950年からは同年設立された広島カープの選手としてプロ野球に復帰した。このときの広島監督は、山口の全盛期に大阪タイガース監督を務めた石本秀一監督であり、山口は、1951年9月12日には、古巣阪神戦で球団初のサヨナラ本塁打を放つなど、新球団広島を引っ張るベテラン選手として活躍した。
1951年限りで再び引退すると、2度とプロ野球界に復帰することはなかった。1976年3月22日死去。59歳没。

## 人物
足が長くてスタイルのよい美男子で、女性に非常にもてたという。高卒で阪神に入団したが、大卒で実業団の経験もある松木謙治郎を始め年上の先輩に対して同等の口をきいていた。
1936年ごろ、以前来日したMLB選抜メンバーが4人でベースを1周して14秒8の記録を出したという話を聞いて、山口は自分一人でその記録を出せると豪語。実際に山口に走らせて若林忠志がストップウォッチを押したところ、14秒6であった。

## 詳細情報

### 年度別打撃成績
| 年 度     | 球 団     | 試 合 | 打 席 | 打 数 | 得 点 | 安 打 | 二 塁 打 | 三 塁 打 | 本 塁 打 | 塁 打 | 打 点 | 盗 塁 | 盗 塁 死 | 犠 打 | 犠 飛 | 四 球 | 敬 遠 | 死 球 | 三 振 | 併 殺 打 | 打 率 | 出 塁 率 | 長 打 率 | O P S |
| --------- | --------- | ----- | ----- | ----- | ----- | ----- | -------- | -------- | -------- | ----- | ----- | ----- | -------- | ----- | ----- | ----- | ----- | ----- | ----- | -------- | ----- | -------- | -------- | ----- |
| 1936春夏  | 大阪 阪神 | 13    | 46    | 39    | 10    | 13    | 1        | 1        | 2        | 22    | 6     | 2     | --       | 2     | --    | 5     | --    | 0     | 5     | --       | .333  | .409     | .564     | .973  |
| 1936秋    | 大阪 阪神 | 31    | 127   | 107   | 14    | 25    | 2        | 1        | 0        | 29    | 11    | 4     | --       | 1     | --    | 19    | --    | 0     | 16    | --       | .234  | .349     | .271     | .620  |
| 1937春    | 大阪 阪神 | 54    | 233   | 168   | 48    | 44    | 8        | 6        | 1        | 67    | 44    | 29    | --       | 3     | --    | 60    | --    | 2     | 19    | --       | .262  | .461     | .399     | .860  |
| 1937秋    | 大阪 阪神 | 48    | 228   | 179   | 41    | 49    | 4        | 2        | 2        | 63    | 25    | 14    | --       | 1     | --    | 48    | --    | 0     | 26    | --       | .274  | .427     | .352     | .779  |
| 1938春    | 大阪 阪神 | 33    | 156   | 117   | 23    | 35    | 3        | 1        | 0        | 40    | 8     | 5     | --       | 3     | --    | 36    | --    | 0     | 17    | --       | .299  | .464     | .342     | .806  |
| 1938秋    | 大阪 阪神 | 37    | 161   | 131   | 23    | 34    | 4        | 2        | 0        | 42    | 22    | 12    | --       | 2     | --    | 28    | --    | 0     | 27    | --       | .260  | .390     | .321     | .711  |
| 1942      | 大阪 阪神 | 40    | 154   | 127   | 15    | 29    | 2        | 1        | 1        | 36    | 11    | 9     | 3        | 1     | --    | 25    | --    | 1     | 18    | --       | .228  | .359     | .283     | .643  |
| 1943      | 大阪 阪神 | 56    | 232   | 193   | 22    | 34    | 5        | 2        | 1        | 46    | 16    | 13    | 5        | 1     | --    | 36    | --    | 2     | 24    | --       | .176  | .312     | .238     | .550  |
| 1946      | 大阪 阪神 | 28    | 66    | 63    | 7     | 10    | 1        | 0        | 0        | 11    | 9     | 3     | 1        | 0     | --    | 3     | --    | 0     | 9     | --       | .159  | .197     | .175     | .372  |
| 1947      | 大阪 阪神 | 43    | 117   | 95    | 11    | 16    | 1        | 0        | 1        | 20    | 12    | 0     | 2        | 0     | --    | 22    | 0     | 0     | 8     | --       | .168  | .325     | .211     | .535  |
| 1950      | 広島      | 48    | 201   | 182   | 17    | 47    | 4        | 4        | 1        | 62    | 11    | 5     | 0        | 0     | --    | 19    | --    | 0     | 22    | 6        | .258  | .328     | .341     | .669  |
| 1951      | 広島      | 81    | 285   | 259   | 27    | 66    | 11       | 4        | 2        | 91    | 31    | 5     | 2        | 2     | --    | 23    | --    | 1     | 37    | 4        | .255  | .318     | .351     | .669  |
| 通算：9年 | 通算：9年 | 512   | 2006  | 1660  | 258   | 402   | 46       | 24       | 11       | 529   | 206   | 101   | 13       | 16    | --    | 324   | --    | 6     | 228   | 10       | .242  | .368     | .319     | .687  |

- 各年度の太字はリーグ最高
- 大阪（大阪タイガース）は、1940年途中に阪神（阪神軍）に球団名を変更

### タイトル
- 盗塁王：1回(1937春)

### 背番号
- 8（1936年 - 1947年）
- 4（1950年）
- 12（1951年）